# Karine Allard
Karine Allard (1973) è un'ex sciatrice alpina francese.

## Biografia
Specialista delle prove veloci, la Allard debuttò in campo internazionale in occasione dei Mondiali juniores di Geilo/Hemsedal 1991, dove vinse la medaglia di bronzo nella discesa libera e nel supergigante; in Coppa del Mondo esordì il 4 dicembre 1993 a Tignes in discesa libera (64ª) e ottenne il miglior piazzamento il 13 gennaio 1996 a Garmisch-Partenkirchen in supergigante (28ª), mentre in Coppa Europa conquistò l'ultimo podio il 8 febbraio 1996 a Pra Loup in discesa libera (3ª). Prese per l'ultima volta il via in Coppa del Mondo il 1º marzo 1996 a Narvik in discesa libera, senza completare la prova, e si ritirò al termine di quella stessa stagione 1995-1996: la sua ultima gara fu uno slalom speciale FIS disputato il 10 aprile a Valfréjus. Non prese parte a rassegne olimpiche o iridate.

## Palmarès

### Mondiali juniores
- 2 medaglie:
  - 2 bronzi (discesa libera, supergigante a Geilo/Hemsedal 1991)

### Coppa del Mondo
- Miglior piazzamento in classifica generale: 112ª nel 1996

### Coppa Europa
- 1 podio (dati dalla stagione 1994-1995):
  - 1 terzo posto